# Wzór kulturowy
Wzór kulturowy – mniej lub bardziej ustalony sposób zachowywania się i myślenia w danej zbiorowości lub znamienny dla tej zbiorowości układ cech kulturowych. W jego skład wchodzą też wytwory kultury materialnej.
Wzór kulturowy określa, w jaki sposób jednostka powinna reagować na sytuacje uważane za ważne dla niej samej i dla grupy, do której należy, tak aby zachować się zgodnie z oczekiwaniami grupy i nie popaść w konflikt z innymi członkami społeczności.
Wzory kulturowe można rozpatrywać w dwóch aspektach:
- normatywnym (normy, wedle których ktoś powinien postępować),
- behawioralnym (wedle realizacji tej normy w konkretnym zachowaniu członków danej zbiorowości).

Ważną pracą antropologiczną dotyczącą między innymi tego zagadnienia jest książka Ruth Benedict Wzory kultury (Patterns of Culture, 1934).